# 629 Bernardina
629 Bernardina este un asteroid din centura principală, descoperit pe 7 martie 1907, de August Kopff.